# プロビデンス・スチームローラー
プロビデンス・スチームローラーは、1916年に創設され、1924年から1931年までNFLで活動したアメリカンフットボールチームである。チームはロードアイランド州プロビデンスを本拠地とし、1928年にはNFLチャンピオンに輝いた。ニューイングランドを本拠地とするチームとして初めてNFLチャンピオンになったチームである。

## 歴史
チームは1916年にプロビデンスジャーナルのスポーツ部の編集者によって設立された。設立後、チームはすぐに強くなり、1920年代半ばには独立チームとして全米で最高レベルのチームであると認識されていた。1924年に、NFL所属のチームと試合を行い、無敗の好成績を残したことで、翌年からのNFL参入を決定した。
1928年にはNFLチャンピオンになったが、チームの主力選手がボクサーや保険業への転身、怪我などで次々と離脱し、残った主力選手も前年の優勝に慢心して精彩を欠く試合を行ったため、ファンが急速に離れた。1930年に入ると、世界恐慌の影響でチームの財政状況が悪化し、1931年には活動休止、1933年にチームを解散した。

## シーズン成績
| 年   | 勝 | 敗 | 分 | 順位 |
| ---- | -- | -- | -- | ---- |
| 1925 | 6  | 5  | 1  | 10位 |
| 1926 | 5  | 7  | 1  | 11位 |
| 1927 | 8  | 5  | 1  | 5位  |
| 1928 | 8  | 1  | 2  | 1位  |
| 1929 | 4  | 6  | 2  | 8位  |
| 1930 | 6  | 4  | 1  | 5位  |
| 1931 | 4  | 4  | 3  | 6位  |